# Selebi-Phikwe
Selebi-Phikwe of Selibe Phikwe is een mijnbouwstadje in het noordoosten van Botswana. Met 49.849 inwoners (2001) is het de vierde stad van het land. De mijnbouwindustrie ontstond in 1973 en is sindsdien de belangrijkste activiteit.